# Панкратова Наталія Дмитрівна
Ната́лія Дми́трівна Панкра́това (рос. Наталья Дмитриевна Панкратова; нар. 03 червня 1942, Магнітогорськ, Челябінська область, РРФСР, СРСР) — радянський і український вчений, доктор технічних наук, професор, член-кореспондент Національної академії наук України, академік міжнародної академії наук вищої школи, заступник директора з наукової роботи Навчально-наукового комплексу «Інститут прикладного системного аналізу» Національного технічного університету України «Київський політехнічний інститут імені Ігоря Сікорського» (ІПСА), завідувач відділу Математичних методів системного аналізу ІПСА, професор кафедри «Математичні методи системного аналізу» ІПСА.
Відома науковиця й фахівчиня в галузях системного аналізу, інформаційних технологій, теорії прийняття рішень та механіки деформованого твердого тіла. Сформувала концептуальні основи методології системного аналізу, запропонувала новий підхід до управління безпекою функціонування складних технічних систем в умовах багатофакторних ризиків, оцінювання впливу кількісних і якісних характеристик інформації на достовірність, повноту і своєчасність розв'язання системних задач, розробила підходи та методи експертного оцінювання в задачах з передбачення.
Н. Д. Панкратова запропонувала в класичній, уточнених та просторовій постановках оригінальні методи чисельного розв'язку деяких класів задач про напружений стан та про вільні і вимушені коливання неоднорідних анізотропових багатошарових тонкостінних і товстостінних оболонкових елементів, порожнистих пружних тіл стосовно до елементів конструкцій, що працюють у складних умовах нерівномірних силових та температурних навантажень.

## Творча біографія
Панкратова Наталія Дмитрівна народилась 03 червня 1942 у м. Магнітогорськ (нині РФ).
Після закінчення механіко-математичного факультету КНУ ім. Тараса Шевченка (1959—1964) вступила до аспірантури Інституту механіки НАН України ім. С. П. Тимошенка. Надалі там же і працювала на посадах інженера, молодшого наукового співробітника, наукового співробітника, старшого наукового співробітника, завідуючого лабораторією. З 1986 року працює за сумісництвом у Національному технічному університеті КПІ професором кафедри Прикладної математики, професором кафедри Математичних методів системного аналізу. В 1992 р. їй присвоєно вчене звання професора по кафедрі математичних методів системного аналізу. З 1995 р. постійно працює в НТУУ «КПІ», а з 1997 р., з дня створення Інституту прикладного системного аналізу по цей час, працює заступником директора з наукової роботи ІПСА КПІ ім. Ігоря Сікорського.
У 1972 р. захистила кандидатську дисертацію, а в 1985 р. — докторську з механіки деформованого твердого тіла в Інституті механіки НАН України ім. С. П. Тимошенка.
Починаючи з 1995 р., створила курс лекцій з системного аналізу, який включає методологію системного аналізу, формалізацію моделей, методів, підходів. Вперше у вітчизняній вищій освіті створений у 1990-х роках Н. Д. Панкратовою лекційний курс «Основи системного аналізу» зараз викладається у багатьох закладах вищої освіти України, написані підручники, методичні посібники, монографії з системного аналізу. Створена і в цей час плідно під керівництвом професора Н. Д. Панкратової працює наукова школа «Теорія та методи системного аналізу та їх застосування до розв'язання міждисциплінарних задач».
Підготувала 32 кандидатів наук, 4 докторів технічних наук, понад 80 магістерських робіт зі спеціальностей «Системний аналіз і управління» та «Інтелектуальні системи прийняття рішень».
У 2018 р. вона була обрана членом-кореспондентом НАНУ за спеціальністю «Системний аналіз».
Наукові результати дослідниці знайшли впровадження в численних міжнародних грантах, де Н. Д. Панкратова є керівником. Вона член міжнародних редколегій фахових журналів: ECS Journal, International Journals «Information Theories and Applications», «Information Technologies and Knowledge», «Information Content and Processing»; засновник і заступник головного редактора міжнародного журналу «Системні дослідження та інформаційні технології». Вона була ініціатором та організатором міжнародної конференції «Системний аналіз та інформаційні технології», яка після 20 років успішного функціонування в 2018 р. була трансформована у конференцію IEEE світового рівня «Системний аналіз та інтелектуальні обчислення».
- З 2010 р. — заступник голови Спеціалізованої вченої ради КП імені Ігоря Сікорського з присудження учених ступенів;
- З 2015 р. — член Експертної ради Міністерства освіти і науки України (МОНУ) з інформатики та кібернетики;
- З 1998 р. — член експертної ради з питань проведення експертизи дисертацій МОНУ з інформатики, кібернетики та приладобудування;
- З 2011 по 2019 рр. — член Комітету з Державних премій секції «Інформатика та кібернетика»;
- З 2007 р. — член Євразійського центру UNIDO;
- З 1995 р. — член Українського Національного Комітету з теоретичної та прикладної механіки.

## Основний творчий доробок
Авторка та співавторка понад 600 наукових праць, 28 монографій, підручників та навчальних посібників, основні з яких
- Cyber-physical systems operation with guaranteed survivability and safety under conditions of uncertainty and multifactor risks. Chapter 2 // In Springer book M. Zgurovsky and N. Pankratova (eds.), System Analysis & Intelligent Computing, Studies in Computational Intelligence 1022, 2022. P. 21–35. doi:10.1007/978-3-030-94910-5_2 , Malishevsky A., Pankratov V.
- Creation of the physical model for cyber-physical systems // Lecture notes in networks and systems. 2020, 95. Book Chapter. Springer international publishing. doi: 10.1007/978-3-030-34983-7. P.68-77.
- Розвиток підземної урбаністики як системи альтернативних проектних конфігурацій. Монографія. — Київ: Наукова думка, 2019. — 136 с. Савченко И. А., Гайко Г. И.
- Системний аналіз. Теорія та застосування. Підручник. Наукова. Думка, Київ. — 2018. — 348 с.
- Метод Делфі. Методологія та застосування. Навчальний посібник. Наукова думка, Київ. — 2017. — 299 с. Малафєєва Л. І.
- Морфологічний аналіз. Проблеми, теорія, застосування. Навчальний посібник. Наукова думка, Київ — 2015. — 347 с. Савченко І. О.
- Системный анализ: проблемы, методология, приложения. Монография. Наукова думка, Київ. — 2011. — 743 с. Згуровский М. З.,
- Моделі і методи аналізу ієрархій: Теорія. Застосування. Навчальний посібник. Київ, НТУУ «КПІ». — 2010. — 372 с. Недашківська Н. І.
- Основи системного аналізу. Підручник. Київ, BHV. –2007. — 544 с. Згуровський М. З.,
- System analysis: Theory and Applications. Monograph. Springer.-2007. — 475 p. Zgurovsky M.Z
- Creation of the scenario analysis toolkit for the technology foresight problems. Technology foresight, Monograph. NTUU «KPI». — 2005. — 147 p.
- Системный анализ: проблемы, методология, приложения. Монография. Наукова думка, Киев. — 2005. — 744с. Згуровский М. З.
- Технологическое предвидение. — Киев: Изд-во Политехника. — 2005. — 165 с. Згуровский М. З.

## Нагороди та відзнаки
- Нагороджена медаллю «Złota Odznaka Honorowa», Польща (1996);
- Заслужений діяч науки і техніки України (1998);
- Лауреат Державної премії України в галузі науки і техніки (2009);
- Лауреат премії ім. В. М. Глушкова НАН України (2003);]
- American Biographical Institute and International Center for System Projects are delighted to confirm the nomination «Woman of the Year 2003» (2003);
- Заслужений професор КПІ ім. Ігоря Сікорського (2017);
- Нагороджена Відзнакою НАНУ «За наукові досягнення»(2010);
- Нагороджена Відзнакою НАНУ «За підготовку наукової зміни» (2012);
- Нагороджена Почесною грамотою Верховної Ради України за особливі заслуги перед українським народом (2017);
- Нагороджена дипломами переможця конкурсу КПІ ім. Ігоря Сікорського в номінації «Викладач дослідник» (2006—2016);
- Нагороджена Першими преміями КПІ імені Ігоря Сікорського за монографію та підручник з системного аналізу (2014, 2020);
- Має звання «Почесний доктор» Буковинського університету (2018);
- Має Подяку Президії НАНУ за багаторічну плідну наукову працю, вагомі здобутки у науково-організаційній і педагогічній діяльності та значний особистий внесок у розвиток наукових досліджень у галузі системного аналізу й інформаційних технологій (2022).